# Semipermeabilität

Schematische Darstellung einer semipermeablen Membran: Die Membran (gelb) trennt die beiden Kompartimente (rot und blau). Kleine Komponenten (gelb, grün und rosa dargestellt) können die Membran passieren; große Zellen (linkes Kompartiment, in Rot dargestellt) werden zurückgehalten.

Mit Semipermeabilität (lat. semi ‚halb, teilweise‘ und permeare ‚durchgehen, durchwandern, passieren‘; siehe auch Permeabilität) bezeichnet man die Eigenschaft von substanziellen oder physikalischen Grenzflächen (oft Membranen), „halbdurchlässig“ oder „teilweise durchlässig“ zu sein.
In der einfachsten Definition wird von einer semipermeablen Membran gesprochen, wenn die Membran das Lösungsmittel, aber nicht den gelösten Stoff durchlässt. Allgemeiner formuliert werden nur Moleküle unterhalb einer bestimmten Molmasse bzw. Kolloide oder Partikel unterhalb einer bestimmten Größe durchgelassen.
Semipermeabilität ist die Grundlage für den Vorgang der Osmose, der in den Zellen aller Organismen abläuft und auch für technische Anwendungen wie das Osmosekraftwerk genutzt wird. Außerdem verwendet man Halbdurchlässigkeit für die sogenannte Umkehrosmose, beispielsweise zur Wasseraufbereitung und Meerwasserentsalzung.
Eine weitere Anwendung findet diese Form der Membran in der Brennstoffzelle.